# Václav Josef z Colloreda-Wallsee
Václav Josef hrabě z Colloreda-Wallsee (německy Wenzel Joseph Graf Colloredo-Mels a Wallsee, 15. října 1738, Vídeň – 4. září 1822 tamtéž) byl rakouský polní maršál ze šlechtického rodu Colloredů.

## Život
Václav Josef hrabě z Colloreda-Melsu a Wallsee se narodil ve Vídni jako syn Rudolfa Josefa, prvního knížete z Colloreda-Melsu a Wallsee.
V roce 1784 se stal c.k. polním podmaršálem, náčelníkem pěšího pluku č. 56 a během turecké války v roce 1789 získal hodnost polního zbrojmistra.
V roce 1792 úspěšně bojoval v Nizozemsku proti Francouzům a v následujícím roce 1793 se zúčastnil bitvy o Neerwinden. Se svými oddíly pod velením vévody z Sasko-Koburského zajišťoval linii před Onnaingem a Estrées a během bitvy o Wattignies obléhal Maubeuge. Během obléhání Mohuče v roce 1795 měl jeho třetí pluk s 5 prapory, 22 švadronami a 3 bateriemi dobýt Bretzenheim a demonstrovat proti francouzskému velení.
V roce 1796 se stal zemským velitelem Moravy a poté inspektorem vojenské hranice.
Koblenecký balivát vedl Colloredo jako poslední zemský komtur v letech 1805–1806. Od roku 1807 zastával funkci předsedy politicko-ekonomického výboru u dvorské válečné rady. V roce 1808 byl jmenován do hodnosti polního maršála.
Hrabě Václav Josef z Colloreda-Melsu a Wallsee zemřel 4. září 1822 ve Vídni.